# Kanadische Badmintonmeisterschaft 1968
Die Kanadische Badmintonmeisterschaft 1968 fand Ende März 1968 in Victoria kurz vor den danach beginnenden Canadian Open 1968 statt.

## Medaillengewinner
| Disziplin    | Gold                       | Silber                        | Bronze                         |
| ------------ | -------------------------- | ----------------------------- | ------------------------------ |
| Herreneinzel | Jamie Paulson              | Wayne Macdonnell              | Bruce Rollick                  |
| Herreneinzel | Jamie Paulson              | Wayne Macdonnell              | Charles Marriott               |
| Dameneinzel  | Sharon Whittaker           | Alison Daysmith               | Dorothy Tinline                |
| Dameneinzel  | Sharon Whittaker           | Alison Daysmith               | Sandra Kolb                    |
| Herrendoppel | Jamie Paulson Yves Paré    | Bruce Rollick Bert Fergus     | Geoff Harris Greg Harris       |
| Herrendoppel | Jamie Paulson Yves Paré    | Bruce Rollick Bert Fergus     | Rolf Paterson Wayne Macdonnell |
| Damendoppel  | Jean Miller Patricia Moody | Sharon Whittaker Mimi Nilsson | Marjory Shedd Dorothy Tinline  |
| Damendoppel  | Jean Miller Patricia Moody | Sharon Whittaker Mimi Nilsson | Barbara O’Brien Joyce Paton    |
| Mixed        | Rolf Paterson Mimi Nilsson | Yves Paré Patricia Moody      | Bruce Rollick Judi Rollick     |